# Habenaria divaricata
Habenaria divaricata är en orkidéart som beskrevs av Richard Sanders Rogers och Cyril Tenison White. Habenaria divaricata ingår i släktet Habenaria och familjen orkidéer. Inga underarter finns listade i Catalogue of Life.